# Антонио Паскуаль Испанский
Антонио Паскуаль Франсиско Хавьер Хуан Непомусено Анхель Раймундо Сильвестре Испанский (исп. Antonio Pascual Francisco Javier Juan Nepomuceno Ángel Raimundo Silvestre de Borbón, 31 декабря 1755, Казерта, Неаполитанское королевство – 20 апреля 1817, Сан-Лоренсо-де-Эль-Эскориаль, Испания) — испанский инфант, сын короля Карла III и Марии Амалии Саксонской, младший брат Карла IV Испанского и Фердинанда I, короля Обеих Сицилий.

## Биография
Инфант Антонио Паскуаль родился в Казерте, во дворце Аквавива в то время, когда его семья жила там в ожидании окончания строительства нового королевского дворца. После смерти Фердинанда VI его родители, братья Карлос и Габриэль и сёстры Мария Хосефа и Мария Луиза отбыли в Испанию, где его отец стал королём под именем Карл III.

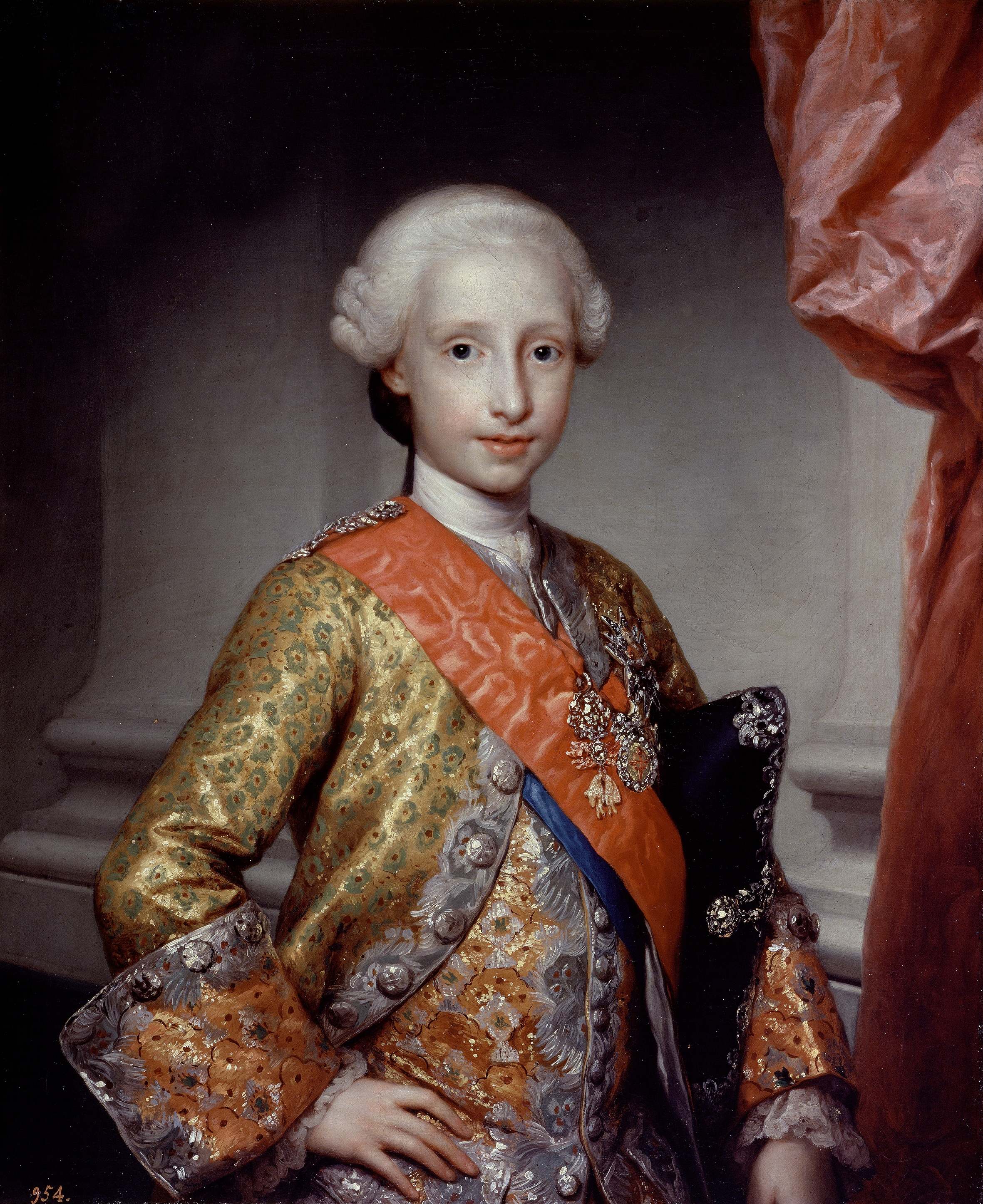
Антонио Паскуаль в детстве, портрет Рафаэля Менгса

На рубеже XVIII-XIX веков выступал против правления Годоя и поддерживал своего племянника Фернандо Астурийского. После отречения брата и бегства племянника Антонио Паскуаль с 10 апреля по 4 мая 1808 года возглавлял регентский совет. После ареста Карла и Фердинанда в Байонне королём Испании был провозглашён Жозеф Бонапарт, а сам бывший регент помещён под домашний арест в замке Валансе.
После реставрации Бурбонов в Испании и возвращения Фердинанда VII на престол, Антонио Паскуаль сильно возвысился в дворцовой иерархии, получив ряд высоких должностей, в частности в 1814 он был назначен главным адмиралом флота.

## Семья
25 августа 1795 года он женился на своей племяннице Марии-Амалии. Антонио Паскуаль был старше своей невесты на 24 года. Через 3 года она умерла, не оставив после себя выживших детей.